# گژلین
| پرمین                                                       | سیسورالین  | آسلین     | → پس از آن  |
| کربنیفر                                                     | پنسیلوانین | گژلین     | ۲۹۸٫۹–۳۰۳٫۷ |
| کربنیفر                                                     | پنسیلوانین | کازیمووین | ۳۰۳٫۷–۳۰۷٫۰ |
| کربنیفر                                                     | پنسیلوانین | مسکوین    | ۳۰۷٫۰–۳۱۵٫۲ |
| کربنیفر                                                     | پنسیلوانین | باشکیرین  | ۳۱۵٫۲–۳۲۳٫۲ |
| کربنیفر                                                     | میسیسیپین  | سرپوخووین | ۳۲۳٫۲–۳۳۰٫۹ |
| کربنیفر                                                     | میسیسیپین  | ویزین     | ۳۳۰٫۹–۳۴۶٫۷ |
| کربنیفر                                                     | میسیسیپین  | تورنزین   | ۳۴۶٫۷–۳۵۸٫۹ |
| دوونین                                                      | پسین       | فامنین    | → پیش از آن |
| بخش‌بندی‌های دوره کربنیفر بر پایه کمیسیون بین‌المللی چینه‌شناسی |            |           |             |

گژلین (انگلیسی: Gzhelian) در مقیاس زمانی زمین‌شناسی تأییدشده توسط کمیسیون بین‌المللی چینه‌شناسی، بالاترین اشکوب یا جدیدترین عصر از ردیف پنسیلوانین است که این ردیف جدیدترین زیرسامانه از دوره کربنیفر به‌شمار می‌رود. گژلین در ستون چینه‌شناسی پس از اشکوب مسکووین و پیش از آسلین جای می‌گیرد. اشکوب گژلین از حدود ۳۰۳٫۷ میلیون سال پیش آغاز شده و تا ۲۹۸٫۹ میلیون سال پیش ادامه یافت.

## نام‌گذاری
نام این اشکوب از نام روستای گژل در نزدیکی مسکو گرفته شده است. این نام توسط سرگئی نیکیتین چینه‌شناس روسی در سال ۱۸۹۰ معرفی شد.